# Problemas do Prémio Millennium
Os Prêmios dos Problemas do Milênio (em inglês: Millennium Prize Problems) são sete problemas matemáticos estabelecidos pelo Instituto Clay de Matemática. A correta solução de qualquer um destes problemas resulta em um prémio de um milhão de dólares entregues pelo Instituto a quem realizar esta resolução. 
Atualmente, apenas a conjectura de Poincaré foi resolvida, em 2010, pelo matemático russo Grigori Perelman, que recusou tanto este prêmio quanto a Medalha Fields em 2006. 
Esses problemas foram estabelecidos ao se inspirarem no sucesso da lista de Hilbert, desafiando a comunidade.  O prêmio foi estruturado para celebrar a Matemática na virada do milênio, a fim de elevar a consciência do público geral de que na Matemática, as fronteiras ainda estão abertas, além de enfatizar a importância do desenvolvimento em andamento de soluções que tratam acerca de problemas profundos e difíceis.
Foram anunciados durante um encontro em 24 de maio de 2000 no Collège de France, Paris. Três palestras foram ministradas: Timothy Gowers falou sobre a importância da Matemática, enquanto Michael Atiyah e John Tate falaram os problemas. 

## Os 7 problemas
- P versus NP
- A conjectura de Hodge
- A conjectura de Poincaré (resolvido por Grigori Perelman)
- A hipótese de Riemann
- A existência de Yang-Mills e a falha na massa
- A existência e suavidade de Navier-Stokes
- A conjectura de Birch e Swinnerton-Dyer

Os enunciados oficiais dos problemas foram dados por Stephen Cook, Pierre Deligne, John Milnor, Enrico Bombieri, Arthur Jaffe, Edward Witten, Charles Fefferman e Andrew Wiles.